# Filaggrina
La filaggrina è una proteina filamentosa che si lega alle fibre di cheratina nelle cellule epiteliali.

## Profilaggrina
I monomeri di filaggrina sono raggruppati in una grande proteina precursore, di peso molecolare pari a 350k Dalton,  nota come profilaggrina. Nell'epidermide, queste strutture sono presenti nei granuli cheratoialini delle cellule dello strato granuloso.

La profilaggrina subisce un processamento proteolitico che porta alla formazione dei singoli monomeri di filaggrina, alla transizione tra lo strato granuloso e lo strato corneo. Questo processamento può essere facilitato da alcuni enzimi calcio dipendenti.

## Funzioni
La filaggrina è essenziale per la regolazione dell'omeostasi epidermica.
All'interno dello strato corneo i monomeri di filaggrina possono essere incorporati nell'involucro lipidico, responsabile della funzione barriera della pelle.
In alternativa, queste proteine possono interagire con filamenti intermedi di cheratina. La filaggrina subisce un'ulteriore trasformazione nella parte superiore dello strato corneo rilasciando aminoacidi liberi, che aiutano la ritenzione idrica.
Verosimilmente una disfunzione della funzione di barriera dell'epidermide (coinvolgente filaggrina) può essere alla base dei diversi disturbi atopici (dermatite atopica, asma, rinite allergica ed allergie alimentari).

## Significato clinico
Individui con mutazioni nel gene che codifica per filaggrina, sono fortemente predisposti ad una grave forma di pelle secca, l'ittiosi volgare, l'eczema e la dermatite atopica. Ulteriori scoperte inerenti alle funzioni di filaggrina potrebbero portare gli scienziati a sviluppare trattamenti più efficaci per questo tipo di patologie.
Le mutazioni R501X e 2284del4 sono le mutazioni più comuni nella popolazione caucasica. Circa il 7-10 % della popolazione caucasica presenta almeno una copia di queste mutazioni.
È stato dimostrato che quasi il 50% di tutti i casi gravi di eczema può avere almeno un gene mutato per filaggrina.
R501X e 2284del4 non si trovano generalmente nei soggetti non caucasici, anche se nuovi tipi di mutazioni (3321delA e S2554X) sono stati riscontrati nelle popolazioni giapponesi.
Queste ultime mutazioni producono effetti simili a quelle di R501X e 2284del4.
Gli autoanticorpi propri dell'artrite reumatoide che riconoscono un epitopo di peptidi citrullinati reagiscono in modo crociato con filaggrina.
I segnalati difetti di filaggrina sembra possano anche comportare una maggiore suscettibilità verso tutta una serie di disordini allergici, comprendenti l'allergia ai cibi, la rinite allergica, l'asma bronchiale e le sue riacutizzazioni.